# The Moment of Silence
The Moment of Silence (engl. für „Der Moment der Stille“) ist ein Point-and-Click-Adventure der Spiele-Softwarefirma House of Tales aus dem Jahr 2004. Es handelt sich um einen Science-Fiction-Thriller. Die Geschichte entwirft ein düsteres, im Jahr 2044 angesiedeltes Zukunftsszenario, das an einen Überwachungsstaat wie in George Orwells Roman 1984 erinnert.

## Handlung
Der New Yorker Kommunikationsdesigner Peter Wright hat Frau und Sohn bei einem Flugzeugabsturz verloren. Eines Tages beobachtet er, wie sein Nachbar, der Journalist Graham Oswald, unter mysteriösen Umständen von der Polizei in seiner Wohnung verhaftet wird. Wright beginnt zu recherchieren und stellt bald fest, dass nicht ein Einzelschicksal dahintersteckt, sondern eine globale Verschwörung.
Seine Erkundungen führen Peter an die unterschiedlichsten Orte wie besetzte Häuser New Yorks, eine orbitale Erholungsstation im Weltraum, das Arecibo-Observatorium, eine Plattform im Bermuda-Dreieck und ein geheimes Staatsgefängnis in einer Bucht vor New York. Im Verlauf seiner Reise vollzieht Wright, der nach und nach Zusammenhänge zwischen seinem eigenen Familienschicksal, dem Verschwinden des Nachbarn und den Machenschaften des Apparats entdeckt, auf seiner Suche nach der Wahrheit eine innere Wandlung vom staatstragenden Bürger zum erbitterten Systemgegner. Die nach Art eines Entwicklungsromans aufgebaute Geschichte findet ihren Höhepunkt im Zusammentreffen Wrights mit dem Kern der Verschwörung.

## Spielprinzip und Technik
The Moment of Silence ist ein 3D-Point-and-Click-Adventure. Aus Polygonen zusammengesetzte, dreidimensionale Figuren agieren in ebenfalls dreidimensionalen, vorgerenderten Kulissen. Die Spielperspektive ist als Third-Person-Perspektive realisiert, die steuerbare Hauptfigur Wright ist bis auf wenige Ausnahmen (Detailansichten in der Subjektive) stets zu sehen. Die Darstellung wird durch die von House of Tales entwickelte Grafikengine Cougar realisiert. Mit der Maus kann der Spieler seine Spielfigur durch die Örtlichkeiten bewegen und mit den Maustasten Aktionen einleiten, die den Spielcharakter mit seiner Umwelt interagieren lassen. Peter kann so Gegenstände finden, sie auf die Umgebung oder andere Gegenstände anwenden und mit NPCs kommunizieren. Mit fortschreitendem Handlungsverlauf werden weitere Orte freigeschaltet. Die Kamera zeigt dabei das Geschehen aus einer frontalen Perspektive; verlässt der Spieler innerhalb eines Raumes das Sichtfeld, bewegt sich die Kamera in die jeweilige Richtung mit. Dialoge finden über kontextbezogene Auswahlmenüs statt.
The Moment of Silence umfasst 17 Tage erzählter Zeit: 1. Oktober 2044 bis 17. Oktober 2044. Der Spielablauf ist in einzelne Tage strukturiert, die die Funktion von Kapiteln übernehmen. Die Datums- und Wochentagsangaben entsprechen tatsächlichen Kalenderwerten. Mit dem Intro beginnt der erste Tag der erzählten Zeit; zwischen dem letzten Tag der spielbaren Handlung (Montag, 10. Oktober) und dem Schlussvideo liegt ein Zeitsprung von einer Woche.
Das Spiel enthält viel Text, meist in langen, oft anspruchsvollen Dialogen, bei denen die üblichen Multiple-Choice-Optionen in der Regel komplett durchgeklickt werden. Ein im Spielverlauf gefundenes Tagebuch des vermissten Nachbarn Graham Oswald liefert zusätzliche Informationen zur Hintergrundgeschichte. Die Dialoge bringen die Story voran und thematisieren dabei häufig Punkte wie Datenschutz, Kryptografie, Überwachung von Telekommunikation und andere. Trotz überzeichneter Darstellung sind dabei durchaus ernsthafte Diskussionsansätze erkennbar. Die Dialoge sind überdies gut synchronisiert und gewinnen damit noch an Ausdrucksstärke.
Die Rätsel sind vorwiegend Kombinationspuzzles mit Gegenständen aus Peters Inventar, vereinzelt auch Logik- und Maschinenrätsel wie etwa bekannt aus Myst. Bis auf eine Ausnahme sind die Aktionen nicht zeitlimitiert; nimmt der Spieler keine Aktionen vor, wartet das Spiel auf Eingabe.
Die Spielzeit beträgt etwa 30 Stunden.

## Produktionsnotizen
Ein Teil des Spiels spielt im New Yorker Viertel Lower East Side. Für die Gestaltung der dortigen Örtlichkeiten wurde unter anderem auf Motive der Obey-Kampagne des US-amerikanischen Street-Art-Künstlers Shepard Fairey zurückgegriffen.
2015 veröffentlichte THQ Nordic, das die Rechte am Spiel von der insolventen Dtp Entertainment übernommen hatte, eine auf modernen Windows-Rechnern lauffähige Version über die Vertriebsplattformen Steam und GOG.

### Deutsche Sprachfassung
Die deutsche Lokalisation erfolgte durch Translocacell in Düsseldorf. Für Dialogbuch und -regie war der Autor des Spiels Martin Ganteföhr verantwortlich.
| Rolle               | Deutsche Sprecher   |
| ------------------- | ------------------- |
| Peter Wright        | Manfred Lehmann     |
| Deborah Oswald      | Daniela Hoffmann    |
| Brian               | Norman Matt         |
| Mrs. Winter         | Ilya Welter         |
| Brett               | Jochen Kolenda      |
| Big Mike            | Frank Bahrenberg    |
| Juan                | Vittorio Alfieri    |
| Charlie             | Alexander Schottky  |
| Dr. Price           | Hans Bayer          |
| Bill                | Axel Ludwig         |
| Cypher              | Gregor Höppner      |
| Mr. Huntington      | Hans-Gerd Kilbinger |
| Mrs. Evans          | Petra Glunz-Grosch  |
| Agent 1             | Jochen Kolenda      |
| Officer Smith       | Frank Bahrenberg    |
| Musiker             | Vittorio Alfieri    |
| Lou                 | Alexander Schottky  |
| Verrückter Prediger | Hans Bayer          |
| Bob                 | Gregor Höppner      |
| Obdachloser         | Gregor Höppner      |

Weitere Sprecher: Rolf Berg, Josef Tratnik, Nicole Engeln, Markus Küster, Patrick Feiter, Heinz Ostermann, Chiarra Ferraú, Susanne Reuter, Tobias Klausmann und Martin Ruiz Torreblanca.

## Rezeption
The Moment of Silence erhielt eher positive Bewertungen. Die Rezensionsdatenbank Metacritic aggregiert 36 Rezensionen zu einem Mittelwert von 70.
Das deutschsprachige Onlinemagazin Adventure-Treff analysierte, dass Ganteföhr kein befremdliches Zukunftsszenario entwickelt, sondern bestehende Konzepte und Alltagstechnologien weitergedacht habe. Das Setting wirke dadurch nicht abgehoben, sondern wie eine logische Weiterentwicklung. Das Magazin lobte die Grafik des Spiels als „voll auf der Höhe der Zeit“; die von der Firma The Lightworks erstellten Zwischensequenzen stellten sogar eine neue Genrereferenz dar. Die Produzenten hätten außerdem „einen enormen Aufwand bei der Vertonung betrieben“, die Sprecher würden ihren Charakteren „Persönlichkeit einhauchen“. Kritisiert wurden vor allem die Steuerung und die Wegfindung des Spielcharakters, die „teilweise grauenhaft“ sei.
Die in The Moment of Silence entworfene Dystopie eines elektronischen Überwachungsstaates bezieht ihre Überzeugungskraft vor allem aus der schlüssigen Zuspitzung von bekannten, geplanten oder denkbaren Entwicklungen informationeller Kontrolle. Digitalisierungspflicht für Bücher und Aufzeichnungen, Verbot von Verschlüsselungstechniken, Abschaffung der Handschrift und des Bargeldes sowie Verschmelzung von Identifizierungs-, Kommunikations-, Navigations- und Zahlungsfunktionen in einem jederzeit ortbaren und pflichtweise mitzuführenden Gerät („Messenger“) machen die Überwachung lückenlos.
Viele der im Spiel angesprochenen Technologien gibt es so oder in leicht abgewandelter Form auch in der Realität, wie etwa das Spionagenetz Echelon. Durch die Einbeziehung von populären Verschwörungstheorien und Mythen (UFO-Erscheinungen stellen sich als staatliche Überwachungsdrohnen heraus, Forschungsprogramme und Lauscheinrichtungen wie das SETI-Institut sind geheimer Teil des Abhörapparats) verdichtet sich die Fiktion eines allgegenwärtigen Staates. Zahlreiche weitere im Spiel dargestellte technische Entwicklungen, beispielsweise der von der NASA diskutierte Weltraumlift (Space Elevator) oder das SATCAR, ein fahrerloses Transportfahrzeug für den öffentlichen Individualverkehr, sind aus realen Konzeptstudien entlehnt.
Der insgesamt sozialkritische, technologieskeptische und politische Subtext des Spiels kommt in vielen, teils humorvollen, (populär-)kulturellen Versatzstücken, Zitaten und Anspielungen, aber auch in vertieften, ernsten Dialogen und zahlreichen dramatischen Filmsequenzen zum Ausdruck.
Einen direkten Hinweis und Bezug auf historische technologiekritische beziehungsweise -feindliche Bewegungen liefert das Spiel mit der Thematisierung von „Neo-Ludditen“, einer fiktiven futuristischen Fortentwicklung der Ludditen-Bewegung Großbritanniens (Luddismus), deren subversive Tätigkeit gegen den Überwachungsstaat einer der Dreh- und Angelpunkte der Hintergrundgeschichte ist.
The Moment of Silence gilt als bedeutendes deutsches Abenteuerspiel mit internationaler Relevanz und Wirkung.

### Auszeichnungen
- Das Spiel ist von den Lesern der Computerspiele-Zeitschrift PC Games zum Adventure des Jahres 2004 gekürt worden. Genreübergreifend belegte es damit im internationalen Bewerberfeld des Preises als einzige deutsche Produktion einen ersten Platz.

- Beim Deutschen Entwicklerpreis 2004 platzierte sich The Moment of Silence in drei Kategorien:
  - Beste Story/Spielwelt (2. Platz)
  - Bester Hauptcharakter (3. Platz)
  - Bester Soundtrack (3. Platz)

- Den Preis Adventure des Jahres 2004 gewann The Moment of Silence auch auf den wichtigen deutschen adventurespezifischen Webseiten Adventure-Treff.de und Adventure-Archiv.de

- Für den Leserpreis Best Adventure Game 2005 wurde die nordamerikanische Version des Spiels von den Videospiel-Webseiten gamespy und ign nominiert.